# Lasem
Lasem est une ville d'Indonésie sur la côte nord de la province de Java central, dans le kabupaten de Rembang. Elle est située à 13 km à l'est du chef-lieu du kabupaten.
Sa population est d'environ 30 000 habitants.
Selon la tradition, Lasem est la première ville de Java où des Chinois se sont établis.

## Histoire
L'existence d'un cours d'eau permettant l'exportation des produits de l'arrière-pays que viennent chercher des marchands étrangers, et l'essor d'un pouvoir local, est un schéma classique de développement des villes de la côte nord de Java, le Pasisir. Lasem n'échappe pas à ce schéma.
Le Nagarakertagama, poème épique écrit en 1365 sous le règne du roi Hayam Wuruk de Majapahit, cite Lasem parmi les nagara (provinces) du royaume, gouvernées par des parents du roi. Ainsi, la princesse Rajasaduhita Indudewi, une cousine de Hayam Wuruk, est bhre, c'est-à-dire bhra i, "princesse à" Lasem.
Une autre source est le Sabad Badra Santi, qui aurait été écrit en 1401 de l'ère Saka (soit en 1479 apr. J.-C.) par Mpu Santibadra. Il n'en existe pas de texte original. Ce qu'on en connaît fait partie d'un autre texte, la Carita Sejarah Lasem ("récit de l'histoire de Lasem") écrite en 1858 par R. Panji Kamzah en alphabet javanais. La première transcription en alphabet latin date de 1920. Mpu Santibadra serait un descendant des seigneurs de Lasem qui vivait à Majapahit. Il se serait fait prêtre du bouddhisme Mahayana et serait revenu à Lasemau moment de la chute du royaume en 1478. Le roi de l'époque était Girindrawarddhana (règne 1474-1519). Majapahit est alors attaqué par le prince Ranawijaya de Kediri, un adepte de l'hindouisme tantrique.
La Carita comme le Sabad Badra Santi sont considérés comme des textes religieux par la communauté bouddhiste de Lasem. Mais les références historiques y sont exactes. Ainsi, au début de la Carita, il est dit qu'en l'année Saka 1273 (1351 apr. J.-C.), la souveraine de Lasem est Ratu Dewi Indu, cousine du roi Hayam Wuruk de Wilwatikta (Majapahit). Elle a pour époux le prince Rajasawardana, qui commande les jonques de guerre du royaume dans le port de Lasem et est également "adipati de Matahun". Ceci est conforme aux descriptions du Nagarakertagama, un poème épique écrit en 1365 sous le règne de Hayam Wuruk (1350-1389). La Dewi Indu de la Carita est en effet la Sri Rajasaduhita Indudewi du Nagarakertagama, dont le mari est Rajasawarddhana, Bhre Matahun.
Le nom de Lasem n'est plus mentionné dans la prasasti (inscription) de Waringin Pitu, datée de 1369 Saka (1447 apr. J.-C.). Une interprétation est que Lasem aurait alors été intégrée à Matahun, l'actuelle Bojonegoro dans Java Est.
En 1585 Tejokusumo I, 4e adipati de Lasem, installe son siège dans le village de Soditan. Il fait construire la mosquée Jami' en 1588. Tejokusumo meurt 1632.
Les bouleversements politiques que connaît la côte nord de Java n'interrompent pas les échanges commerciaux avec l'extérieur. Les marchands chinois notamment continuent de venir à Lasem. Au début, leur résidence se limite au bord de la rivière, autour de l'actuel temple Cu An Kiong. Le centre du pouvoir est en bordure de la rue principale, sous la forme d'un palais et d'une grande place, l' alun-alun. Puis la résidence des Chinois s'étend vers la rue principale, et atteint l' alun-alun. Jusque vers 1600, ce développement a lieu presque uniquement sur la rive orientale de la rivière.
À partir de 1600, de plus en plus de Chinois arrivent, notamment de la province du Fujian (essentiellement du village de Baijio dans le comté de Zhangzhou). Les quartiers chinois s'étendent vers le sud de la grand'rue, toujours en bord de rivière. Un nouveau temple est construit, le Poo An Kiong. Au début du XVIIe siècle, l' adipati de Lasem est un Sino-Javanais qui porte le nom officiel de Singgawijaya.
Lasem est conquise en 1616 par le Sultan Agung de Mataram. Vers 1620, il installe comme adipati un Chinois, Cik Go Ing, avec le titre de Tumenggung Mertoguno.
Les Hollandais de la VOC (Compagnie néerlandaise des Indes orientales) prennent à leur tour le contrôle de Lasem en 1679. Ils construisent un fortin dans le quartier de Tulis.
En 1740 ont lieu des massacres de Chinois à Batavia, provoquant un exode de Chinois vers l'est. Lasem, qui a déjà une importante population chinoise, est une de leurs destinations. Ils s'installent sur la rive occidentale de la rivière, près de la grand'route, et construisent un nouveau temple, le Gie Yong Bio.
En 1750, la VOC transfère sa garnison à Rembang. L'année suivante, Lasem perd son rang de kabupaten, qui passe également à Rembang.
En 1808, le gouverneur général Daendels entreprend la construction d'une Groote Postweg ("grande route postale") d'Anyer à l'extrémité occidentale de Java, à Panarukan à son extrémité orientale. Cette route passe par la grand'rue de Lasem. À partir de ce moment, l'axe de développemt n'est plus la rivière et son orientation nord-sud, mais la Groote Postweg et son orientation est-ouest.
Lasem va connaître son heure de gloire à la fin du XIXe siècle, avec la construction d'une voie ferrée la reliant à Bojonegoro et Surabaya à l'est, et à Semarang à l'ouest. Un réseau de trafic d'opium passant par Lasem et Rembang notamment, va enrichir les Chinois de Lasem]. Les quartiers chinois se développent sur la rive ouest de la Lasem et le côté nord de la grand'rue. D'autres communautés s'y installent aussi. Toutefois, Lasem n'a pas de quartier propre pour les Européens, ce qui la distingue des autres villes du Pasisir.
Au XXe siècle, Lasem va stagner. Sous le régime de Soeharto, qui institutionnalise la discrimination à l'encontre des Chinois, les constructions chinoises qui faisaient le caractère de la ville sont progressivement démolies. Mais depuis la chute de Soeharto, les fêtes chinoises sont de nouveau célébrées.

## Culture ettourisme

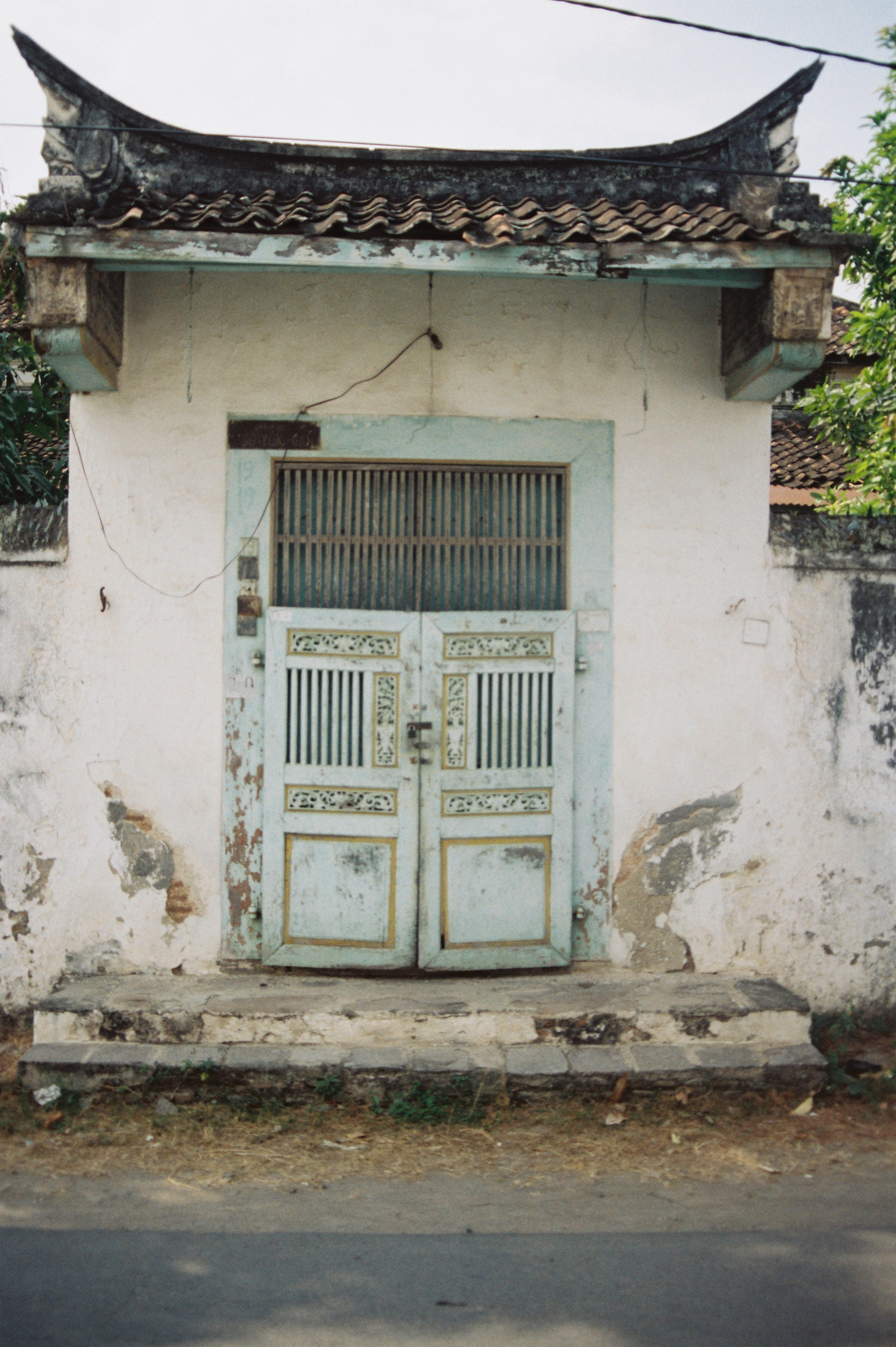
Portail de maison à Lasem

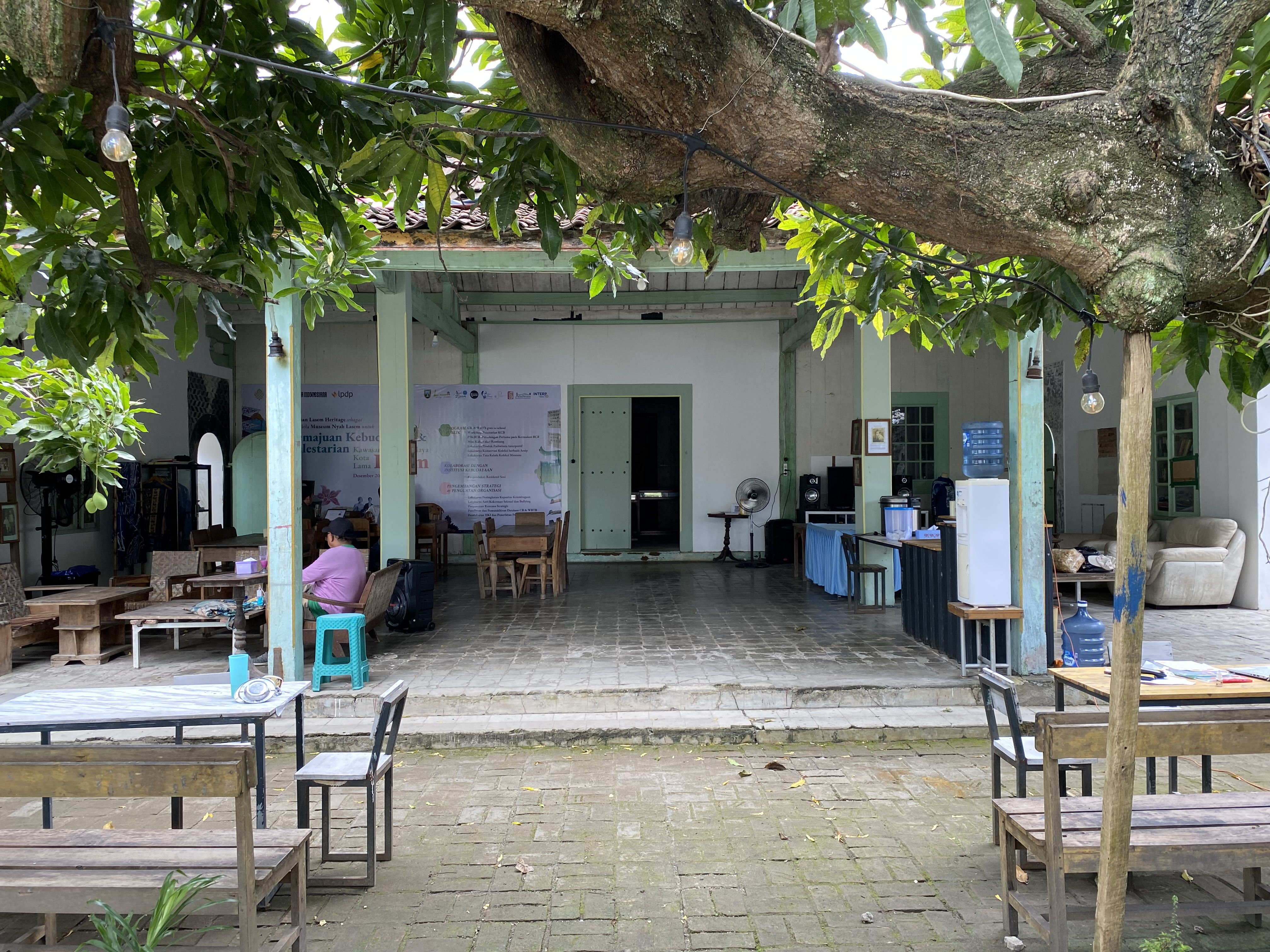
Le musée Nyah Lasem

Petite ville tranquille typique du Pasisir, comme on appelle la côte nord de Java, Lasem offre de beaux exemples d'architecture coloniale.

### Le batik

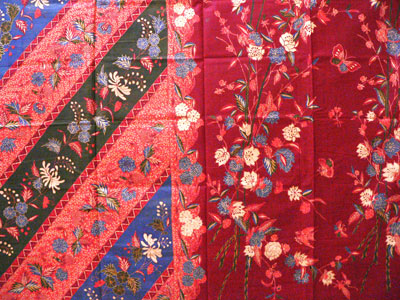
Motif de batik de Lasem

Lasem est connue pour son style de batik. Il se caractérise par ses tons rouges et ses motifs : phénix, dragon, bambous, éventails, typiques de la peinture chinoise classique.

### La mosquée Jami'
Construite en 1588 par l' Adipati Tejokusumo, la Masjid Jami' se trouve sur le côté ouest de l' alun-alun (grande place centrale) du hameau de Kauman dans le village de Karangturi.
La tombe de Tejokusumo se trouve à l'ouest de la mosquée. Elle est entourée d'une enceinte de brique à l'intérieur de laquelle se trouvent deux autres tombes inconnues. Au  nord l'enceinte se trouve la tombe dite "de Mbah Sambu" qui, selon la tradition locale, serait un Chinois qui aurait diffués l'islam dans la région à l'époque de Tejokusumo (1585-1632). À côté, il y a la tombe de son épouse.

### Tombe de Sunan Bonang
Sunan Bonang, de son vrai nom Makdum Ibrahim, est l'un des Wali Sanga, les "neuf saints" à qui la tradition attribue la propagation de l'islam à Java. Mort en 1525 à l'âge de 60 ans, il serait enterré dans le village de Bonang, dans le kecamatan de Lasem, d'où son nom. Sa tombe, que les habitants de la région appellent dalem (mot javanais qui désigne habituellement la demeure d'un noble) aurait été construite par un marchand de Juwana.

### Les temples chinois

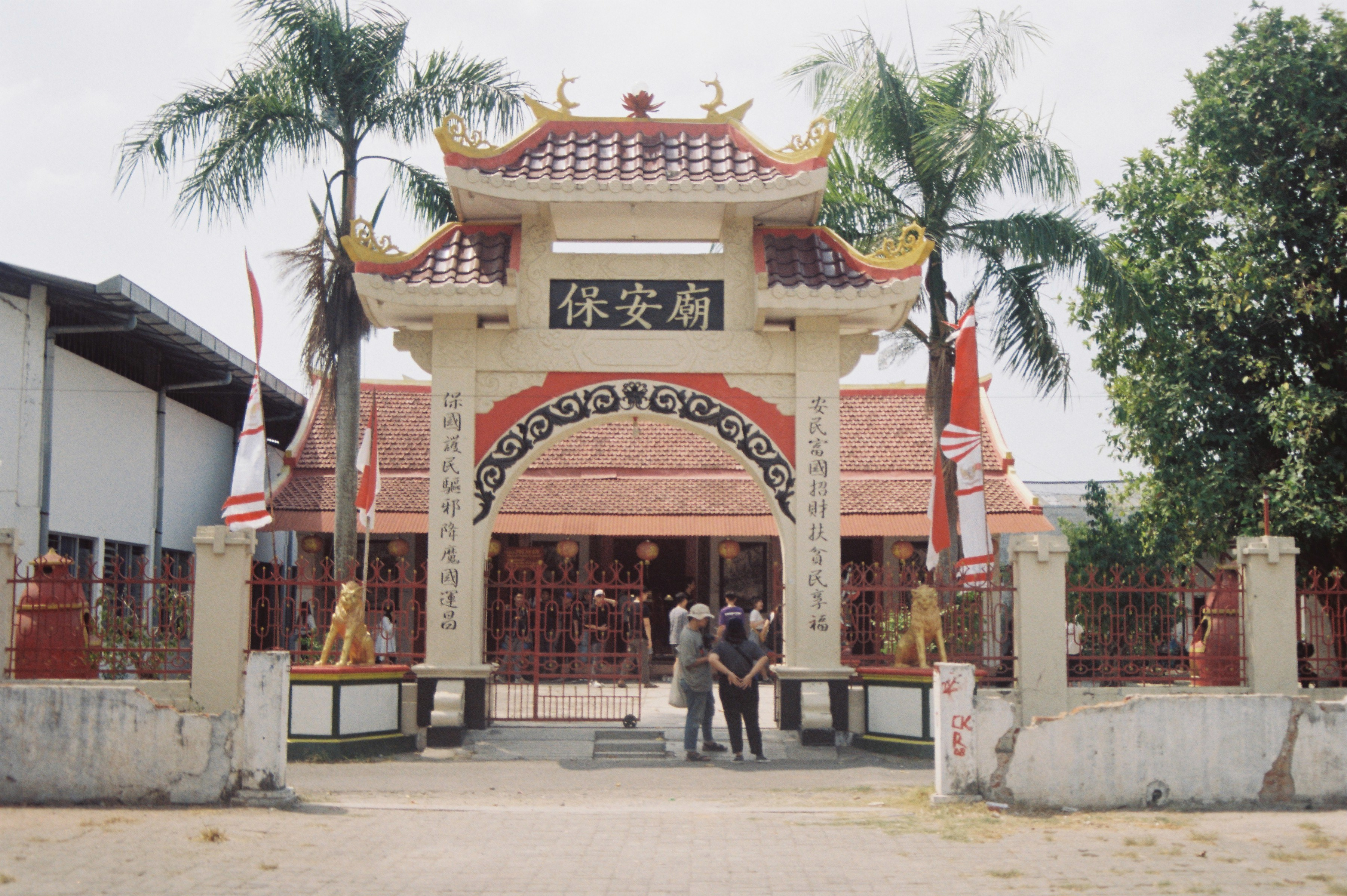
Le temple Poo An Bio

Lasem a 3 temples chinois (klenteng).
Le Cu An Kiong ou "temple de la Pitié et de la Paix" à Jalan Dasun no. 19, une des plus vieilles rues de Lasem, au bord de la rivière, est considéré comme le plus ancien.
Le Poo An Bio se trouve Jalan Karangturi VII no. 13, également au bord de la rivière Lasem. Il est aussi connu sous le nom de Kong Tik Cun Ong Bio ou "temple du saint roi de la faveur largement accordée".
Le Bie Yong Gio ou "temple des vaillants hommes", le plus récent des trois, est situé Jalan Babagan no. 7, qui fait partie de l'ancienne Groote Postweg de Daendels. Il existe trois versions sur l'origine de ce temple :
- En hommage à deux figures de la dynastie Ming (1368-1644), Tan Pan Jiang (Chen Sixian en mandarin) et Oei Ing Kiat (Huang Daozhou).
- Tan et Oei seraient les deux premiers Chinois à poser le pied à Lasem. Ils sont également honorés à Rembang et Juwana.
- La troisième version est la plus populaire. Oei et Tan seraient des héros mort lors du soulèvement contre la VOC (Compagnie néerlandaise des Indes orientales entre 1742 et 1750. Oei serait Raden Ngabehi Widyaningrat, de son nom chinois Oey Ing Kyat, adipati (gouverneur) de Lasem (1727-1743) et "major" des Chinois de Lasem (1743-1750). Tan Kee Wie serait un commerçant de Lasem et maître en arts martiaux. Un troisième personnage serait également honoré, Raden Panji Margono, un Javanais, également adipati de Lasem (1714-1727).

La VOC écrasera la rébellion avec l'aide de troupes maduraises.

### Réserve naturelle
Située à l'est de Lasem, la réserve naturelle du mont Celering couvre 1 328 hectares.

## Danse balinaise
L'histoire du roi de Lasem constitue l'argument de la danse balinaise Legong Kraton.

## Lesadipatide Lasem

### La tradition javanaise
- Dewi Indu, ou Dewi Purnomo Wulan, ou encore Prabu Puteri Maharani
- Prabu Bodro Wardono, fils de la précédente
- Prabu Wijoyo Bodro, fils du précédent
- Prabu Bodro Nolo, fils du précédent
- Prabu Santi Bodro, fils du précédent
- Prabu Santi Puspo (1440-1490), fils du précédent

### Les époques de Mataram et de la VOC
- Adipati Tejokusumo I (1585-1632)
- Singgawijaya
- Cik Go Ing avec le titre de Tumenggung Mertoguno I (vers 1620 -…)
- Tumenggung Mertoguno II
- Tumenggung Tirtokusumo
- Raden Panji Margono (1714-1727)
- Raden Ngabehi Widyaningrat, de son nom chinois Oey Ing Kyat (1727-1743)
- 1750 : Lasem perd son rang de kadipaten, qui passe à Rembang